# Megalomus flinti
Megalomus flinti är en insektsart som först beskrevs av Nakahara 1965.  Megalomus flinti ingår i släktet Megalomus och familjen florsländor. Inga underarter finns listade i Catalogue of Life.